# Anne Burghardt
Anne Burghardt (* 19. November 1975) ist eine estnische evangelisch-lutherische Theologin. Seit November 2021 ist sie für eine Amtszeit von sieben Jahren Generalsekretärin des Lutherischen Weltbundes.

## Biografie
Anne Burghardt studierte von 1994 bis 1998 Theologie an der Universität Tartu. Mit dem Bachelorgrad wechselte sie für das Masterstudium an die Friedrich-Alexander-Universität Erlangen-Nürnberg (1998/1999) und die Humboldt-Universität Berlin (1999/2000). Danach kehrte sie an die Universität Tartu zurück, wo sie 2002 den Magistergrad erwarb. Ab 2009 folgte ein Promotionsstudium an der Universität Erlangen-Nürnberg im Bereich orthodoxe Liturgiewissenschaft bei Karl Christian Felmy und Hacik Rafi Gazer.
Seit 2013 war Burghardt Leiterin der Abteilung für Entwicklung am Theologischen Institut der Estnischen Evangelisch-Lutherischen Kirche (EELK) und Beraterin ihrer Kirche für internationale und ökumenische Beziehungen. Von 2013 bis 2018 war sie Studiensekretärin für ökumenische Beziehungen im Büro des Lutherischen Weltbunds in Genf.
Am 19. Juni 2021 wählte der Rat des Lutherischen Weltbundes Burghardt zur künftigen Generalsekretärin. Sie setzte sich in der Wahl mit 28 zu 20 Stimmen gegen Kenneth Mtata (Simbabwe) durch und wurde so Nachfolgerin des LWB-Generalsekretärs Martin Junge. Burghardt ist die erste Frau und die erste Repräsentantin der LWB-Region Mittel- und Osteuropa, die dieses Amt bekleidet. Sie trat ihr Amt am 1. November 2021 an.
Anne Burghardt ist mit einem Pfarrer der estnischen lutherischen Kirche verheiratet; das Paar hat zwei Kinder.